# Zygina suavis
Zygina suavis är en insektsart som beskrevs av Claudius Rey 1891. Zygina suavis ingår i släktet Zygina och familjen dvärgstritar. Arten är reproducerande i Sverige. Inga underarter finns listade i Catalogue of Life.